# Società Albese Meccanice Autoveicoli
Società Albese Meccanice Autoveicoli war ein italienischer Hersteller von Automobilen. Die Markennamen lauteten SAMAS und Sirex.

## Unternehmensgeschichte
Das Unternehmen aus Ricca d’Alba bei Alba (Provinz Cuneo) übernahm 1971 die Produktion von Delta S.p.A. aus Turin. 1975 endete die Produktion.

## Fahrzeuge

### SAMAS Yeti
Das erste Modell war der Yeti. Dies war ein offener Geländewagen mit Allradantrieb und optionaler Allradlenkung. Der Vierzylindermotor von Fiat leistete anfangs 42 PS aus 850 cm³ Hubraum, ab 1972 47 PS aus 903 cm³ Hubraum. Zwischen 1971 und 1975 wurden etwa 75 Exemplare hergestellt.

### Sirex LMS
Ab 1973 ergänzte der Sirex LMS das Angebot. Dieses Kombicoupé mit V6-Motor von Ford war der Nachfolger des LMX 2300 HCS. Von diesem Modell wurden bis 1974 etwa 20 Exemplare hergestellt.